# 1969-es Formula–1 kanadai nagydíj
Az 1969-es Formula–1 világbajnokság kilencedik futama a kanadai nagydíj volt.

## Futam
1967 után a kanadai nagydíj visszatért a Mosport Parkba, ahol Ickx Brabhamje, Beltoise Matrája és Rindt Lotusa alkotta az első sort.
A rajt után Rindt vezetett, míg a második sorból induló Stewart egyre előrébb kerülte. A skót a 6. körben már vezetett. Két körrel később Ickx megelőzte Rindtet, felzárkózott Stewartra, majd a verseny hátralévő ketten harcoltak az első helyért.
A 33. körben összeütköztek és megcsúsztak. Stewart nem tudta újra elindítani autóját, így Ickx szerezte meg a vezetést és győzött. Csapattársa, Brabham a 60. körben került Rindt elé, így a csapat kettős győzelmet szerzett. Johnny Servoz-Gavin hatodik helyével egy pontot szerzett a négy kerékhajtású Matra MS84-gyel.
A kanadai Al Pease-t fekete zászlóval intették ki a versenyről, mivel túl lassan haladt a pályán.
| Helyezés | #  | Versenyző            | Csapat/Motor   | Futott körök | Idő/Kiesés oka      | Rajthely | Pontszám |
| -------- | -- | -------------------- | -------------- | ------------ | ------------------- | -------- | -------- |
| 1        | 11 | Jacky Ickx           | Brabham-Ford   | 90           | 1:59:25,7           | 1        | 9        |
| 2        | 12 | Jack Brabham         | Brabham-Ford   | 90           | + 46,2              | 6        | 6        |
| 3        | 2  | Jochen Rindt         | Lotus-Ford     | 90           | + 52,0              | 3        | 4        |
| 4        | 18 | Jean-Pierre Beltoise | Matra-Ford     | 89           | + 1 kör             | 2        | 3        |
| 5        | 4  | Bruce McLaren        | McLaren-Ford   | 87           | + 3 kör             | 9        | 2        |
| 6        | 19 | Johnny Servoz-Gavin  | Matra-Ford     | 84           | + 6 kör             | 15       | 1        |
| 7        | 25 | Pete Lovely          | Lotus-Ford     | 81           | + 9 kör             | 16       |          |
| HN       | 16 | Bill Brack           | BRM            | 80           | Helyezés nélkül     | 18       |          |
| Kiesett  | 2  | Graham Hill          | Lotus-Ford     | 42           | Motorhiba           | 7        |          |
| Kiesett  | 9  | Jo Siffert           | Lotus-Ford     | 40           | Féltengely          | 8        |          |
| Kiesett  | 3  | John Miles           | Lotus-Ford     | 40           | Váltó               | 11       |          |
| Kiesett  | 6  | Pedro Rodríguez      | Ferrari        | 37           | Olajnyomás          | 13       |          |
| Kiesett  | 17 | Jackie Stewart       | Matra-Ford     | 32           | Ütközés             | 4        |          |
| Kizárva  | 69 | Al Pease             | Eagle-Climax   | 22           | Kizárva, túl lassú  | 17       |          |
| Kiesett  | 14 | John Surtees         | BRM            | 15           | Motorhiba           | 14       |          |
| Kiesett  | 21 | Piers Courage        | Brabham-Ford   | 13           | Üzemanyag szivárgás | 10       |          |
| Kiesett  | 26 | John Cordts          | Brabham-Climax | 10           | Olajszivárgás       | 19       |          |
| Kiesett  | 5  | Denny Hulme          | McLaren-Ford   | 9            | Elosztó             | 5        |          |
| Kiesett  | 15 | Jackie Oliver        | BRM            | 2            | Motorhiba           | 12       |          |
| Kiesett  | 20 | Silvio Moser         | Brabham-Ford   | 0            | Baleset             | 20       |          |

## Statisztikák
Vezető helyen:
- Jochen Rindt: 5 (1-5)
- Jackie Stewart: 27 (6-32)
- Jacky Ickx: 58 (33-90)

Jacky Ickx 3. győzelme, 3. pole-pozíciója, 2. leggyorsabb köre, 2. mesterhármasa (pp, lk, gy)
- Jack Brabham 8. leggyorsabb köre (Ickx és Brabham azonos időt ért el a versenyen).
- Brabham 12. győzelme.